# Gundula Janowitz
Gundula Janowitz (ur. 2 sierpnia 1937 w Berlinie) – austriacka śpiewaczka, sopran liryczny.
Śpiewaczka znana jest szczególnie z ról mozartowskich. Jej głos charakteryzowała krystaliczna czystość, był on też równy i jednakowo piękny we wszystkich rejestrach. Określić można go jako sopran liryczny, zwłaszcza w początkach kariery. Z biegiem czasu nabierał jednak cech dramatycznych, charakterystyki sopranu liryczno-dramatycznego (w niemieckim systemie kategoryzacji głosów jugendlich-dramatischer Sopran).
Janowitz włączała stopniowo do swojego repertuaru coraz więcej ról dramatycznych, w tym także lżejsze role wagnerowskie, wśród których szczególnie cenione są zwłaszcza role Elzy i Elżbiety, a także Zyglindy, Ewy i Gudruny. Repertuar ten był zresztą bardzo obszerny, prócz ról w operach Mozarta i Wagnera słynęła także szczególnie z ról w operach Richarda Straussa. Obejmował on głównie partie z oper niemieckich, ale także wiele włoskich oraz operetkowych.
Gra aktorska Janowitz była dostojna, lecz raczej zdystansowana, nabierając wprawdzie ekspresji wraz z rozwojem kariery. Także jako śpiewaczka, choć o głosie niespotykanie czystym i o barwie uważanej szeroko za jedną z najpiękniejszych w jej czasach, krytykowana była za nadmierny chłód emocjonalny. Od ok. 1970 rozpoczęła także karierę śpiewaczki koncertowej, stając się cenioną interpretatorką pieśni.

## Życiorys
Urodziła się 2 sierpnia 1937 w Berlinie, wychowywała się jednak w Grazu, gdzie po śmierci ojca pracowała czasowo jako stenotypistka. Tam też ukończyła studia wokalistyczne pod kierunkiem barytona Herberta Thöny. W 1960 zadebiutowała na Festiwalu w Bayreuth (gdzie znalazła się w 1959 dzięki stypendium Richard Wagner-Gesellschaft w Grazu) jako jedna z dziewcząt-kwiatów w Parsifalu. W Bayreuth występowała jednak jedynie w mniejszych rolach u progu kariery: jako jedna z dziewcząt-kwiatów także w 1961 i 1962; w 1962 jako Woglinda (Złoto Renu, Zmierzch bogów); w 1960 jako pierwszy paź w Lohengrinie; a także w wykonaniu IX symfonii Beethovena w 1963.
W 1960 została przez Herberta von Karajana zaangażowana na stałe do Opery Wiedeńskiej, gdzie występowała przez 30 lat. W operze tej zadebiutowała jako Barbarina w Weselu Figara. Ponadto występowała gościnnie w teatrach operowych Niemiec (Hamburg, Monachium) oraz w Grazu. Do wczesnych ról w Wiedniu należały Pamina (Czarodziejski flet), Dydona (Dydona i Eneasz), Mimi (Cyganeria), Marcelina (Fidelio) i Cesarzowa (Kobieta bez cienia, 1964); rola Cesarzowej stanowiła pierwszą rolę dramatyczną w jej karierze. W latach 1963–1966 zatrudniona była także w operze we Frankfurcie nad Menem. Związała się także silnie z Festiwalem w Salzburgu, gdzie od 1963 (debiut w IX symfonii Beethovena) występowała niemal każdego roku. Do jej ról na Festiwalu w Salzburgu należały Donna Anna (Don Giovanni, 1968–1970), Hrabina Almaviva (Wesele Figara – 1963, 1970–1971), Fiordiligi (Così fan tutte, 1973-1977), Marszałkowa (Kawaler srebrnej róży, 1978–1979) i Ariadna (Ariadna na Naksos, 1980–1981). Ponadto wykonywała w Salzburgu repertuar koncertowy i pieśniowy.
W 1963 i 1965 wystąpiła na Festiwalu w Aix-en-Provence jako pierwsza Dama w Czarodziejskim flecie, w 1967 tamże jako Donna Anna (Don Giovanni), zaś w 1964 na Festiwalu w Glyndebourne jako Ilia (Idomeneusz). Od 1963 występowała często w Berlinie. W Metropolitan Opera debiutowała w 1967 roku w roli Zyglidny (Walkiria; była to jedyna rola, którą wykonywała w tym teatrze); rolę Zyglindy wykonywała tego samego roku również w czasie Osterfestspiele Salzburg (Festiwalu Wielkanocnego w Salzburgu; z nagraniem, dyr. Herbert von Karajan). W 1969 wykonywała w Berlinie i w Wiedniu rolę Amelii (Simon Boccanegra), odtąd częściej wykonując repertuar włoski. W 1972 wystąpiła jako Agata w głośnej wiedeńskiej produkcji Wolnego strzelca pod batutą Karla Böhma, zaś w 1973 jako Hrabina Almaviva w Operze Paryskiej na ponowne otwarcie tego teatru. W 1976 zadebiutowała w Covent Garden Theatre jako Donna Anna; ponownie wystąpiła w Londynie w 1978 jako Ariadna. W 1986 wzięła udział w tournée Opery Wiedeńskiej w Japonii, wykonując partię Marszałkowej (Kawaler srebrnej róży). W 1987 wykonała w Wiedniu rolę Klitajmestry w Ifigenii w Aulidzie Glucka.
W 1970 założyła Gundula-Janowitz-Stiftung, fundację mającą na celu wspieranie rozwoju młodych śpiewaków. Prowadziła też wiele kursów mistrzowskich, także po zakończeniu kariery artystycznej. Czynna głównie w latach 60. i 70., w 1990 przeszła na emeryturę. Jej pożegnalnym występem była rola Ariadny w Ariadnie na Naksos tegoż roku w Operze Wiedeńskiej. W sezonie 1990–1991 była dyrektorem Opery w Grazu. Do innych jej ról należą Elżbieta (Tannhäuser), Ewa (Śpiewacy norymberscy), Freja (Złoto Renu), Arabella, Hrabina (Capriccio), Aida i Odabella (Attyla).

## Odznaczenia
- 1999 –  Krzyż Honorowy I Klasy za Naukę i Sztukę (Austria)[4]